# Le Mesnil-Garnier
Le Mesnil-Garnier település Franciaországban, Manche megyében. Lakosainak száma 222 fő (2022. január 1.). Le Mesnil-Garnier La Bloutière, Champrepus, Fleury, Le Mesnil-Villeman, Montaigu-les-Bois és Gavray-sur-Sienne községekkel határos.

## Népesség
A település népességének változása:
| Lakosok száma | 332  | 256  | 260  | 223  | 235  | 232  | 228  | 226  | 225  | 222  |
|               | 1968 | 1982 | 1990 | 2006 | 2013 | 2015 | 2017 | 2019 | 2020 | 2022 |